# Douglasia nivalis
Douglasia nivalis är en viveväxtart som beskrevs av John Lindley. Douglasia nivalis ingår i släktet Douglasia och familjen viveväxter. Utöver nominatformen finns också underarten D. n. dentata.

## Bildgalleri

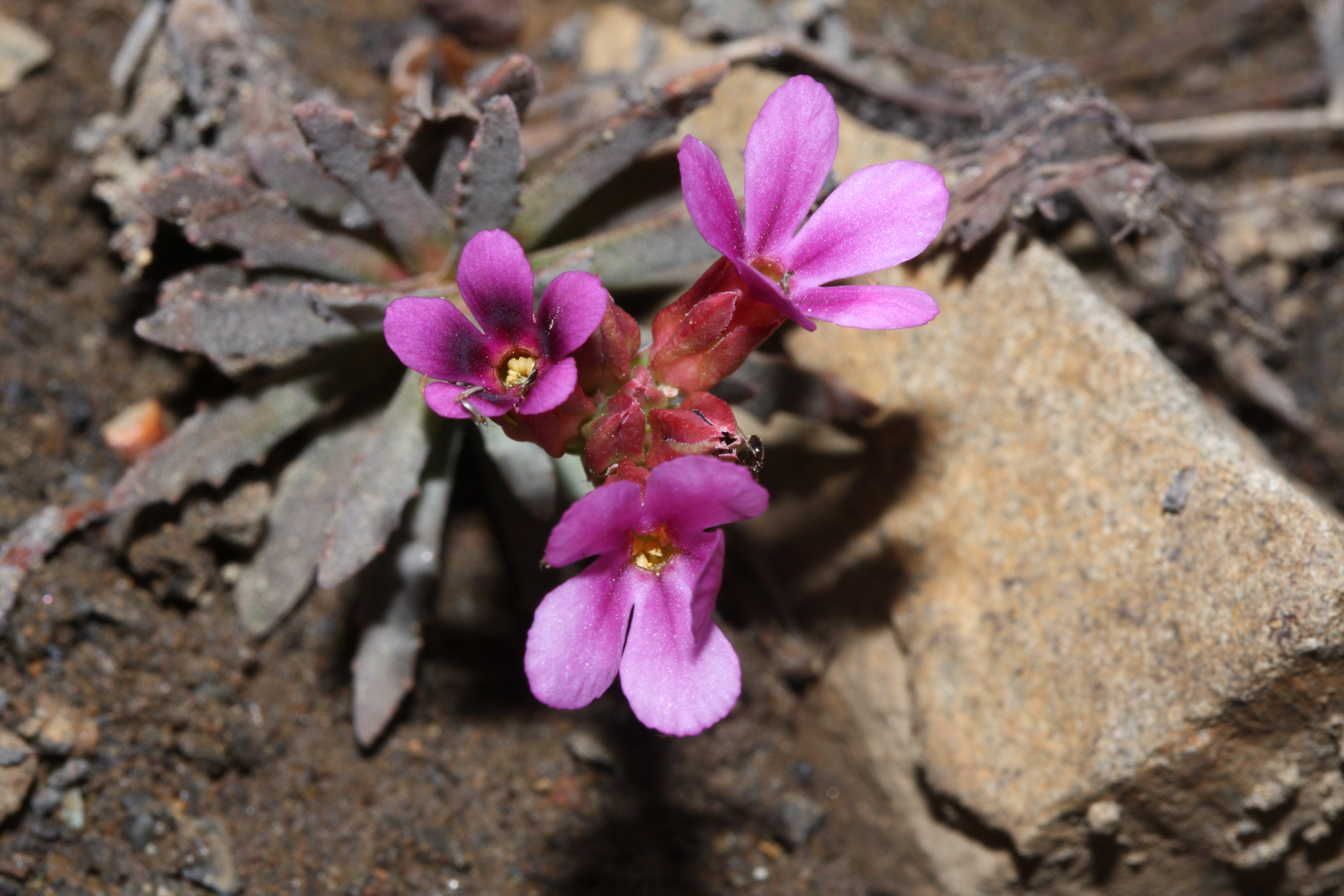
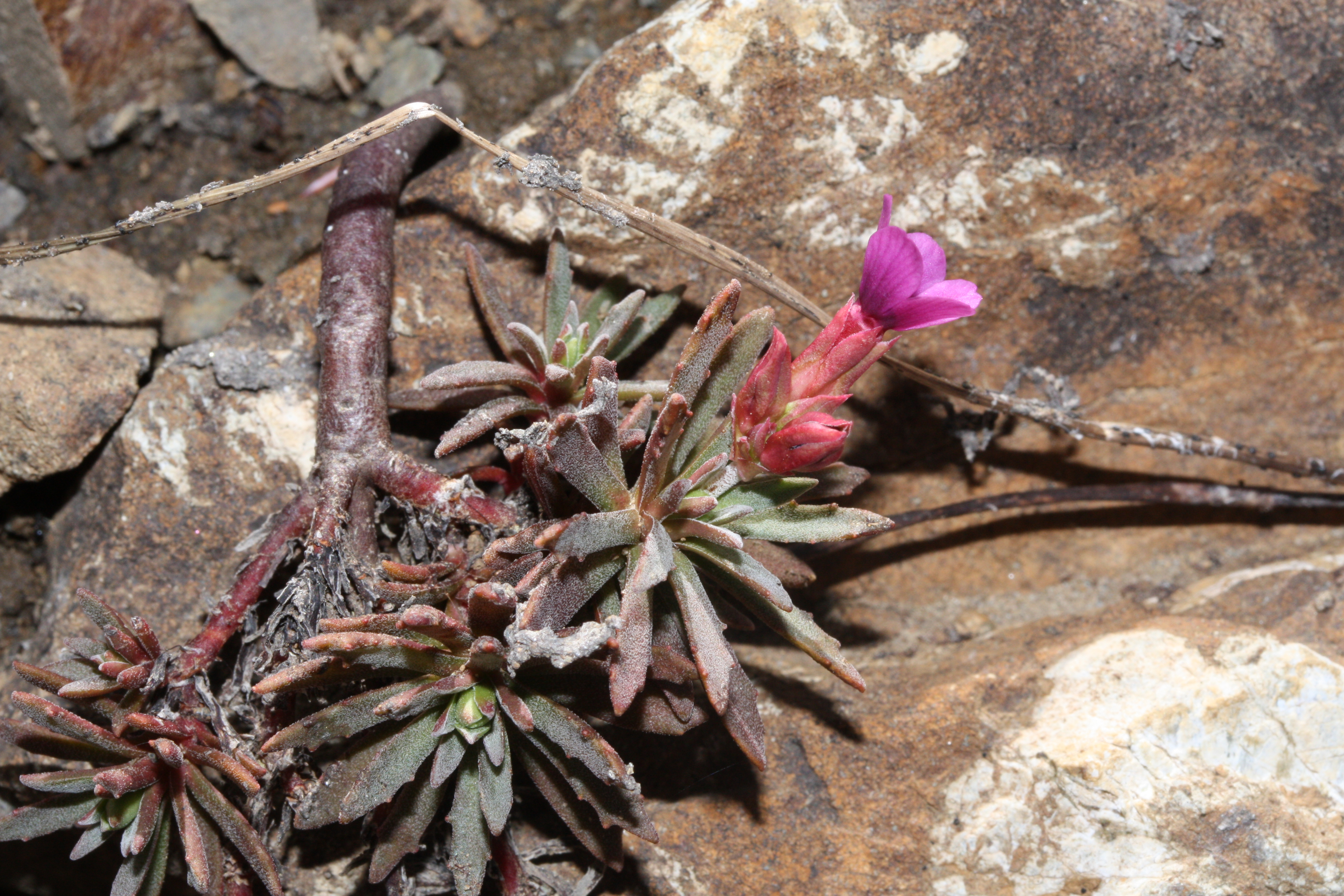
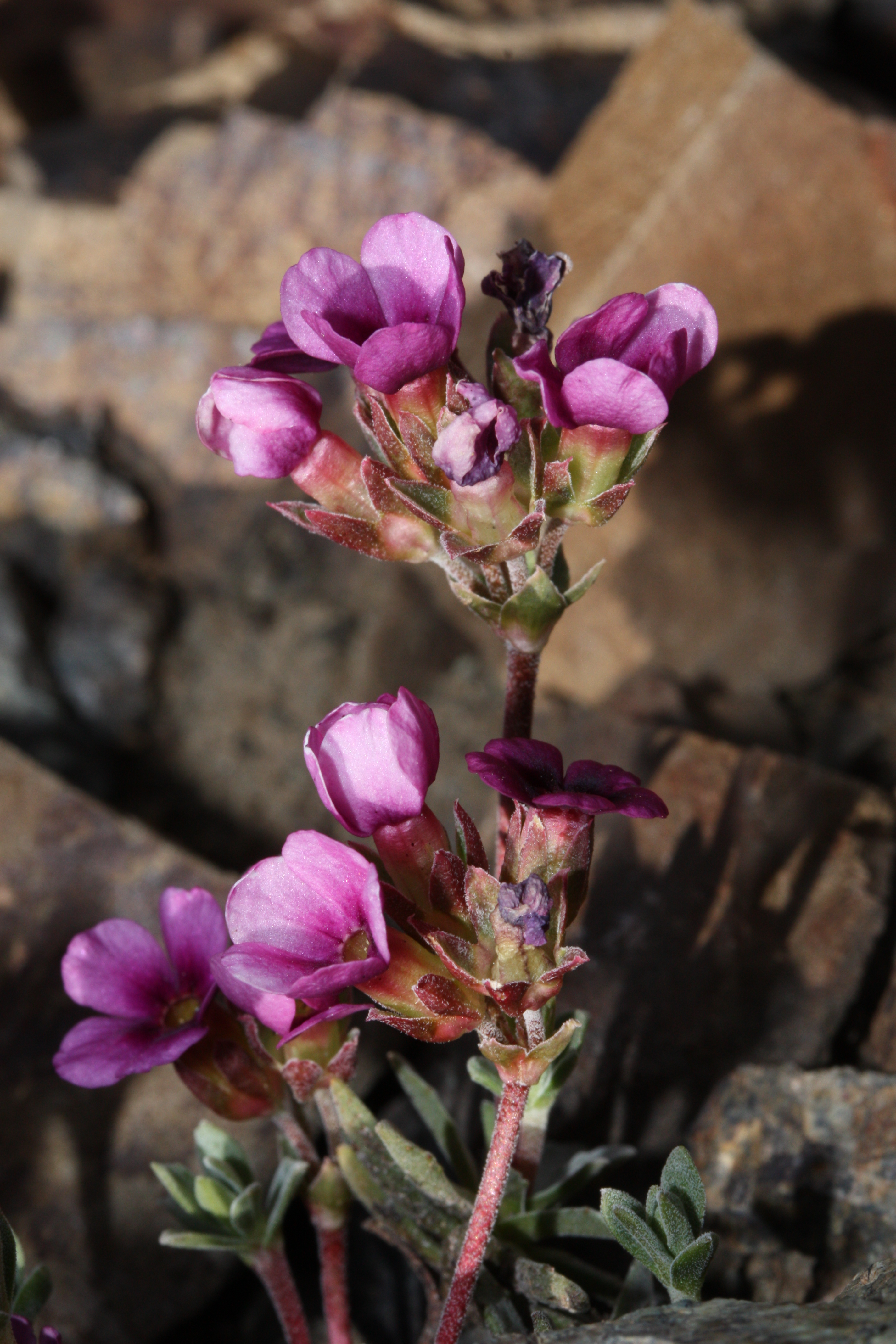
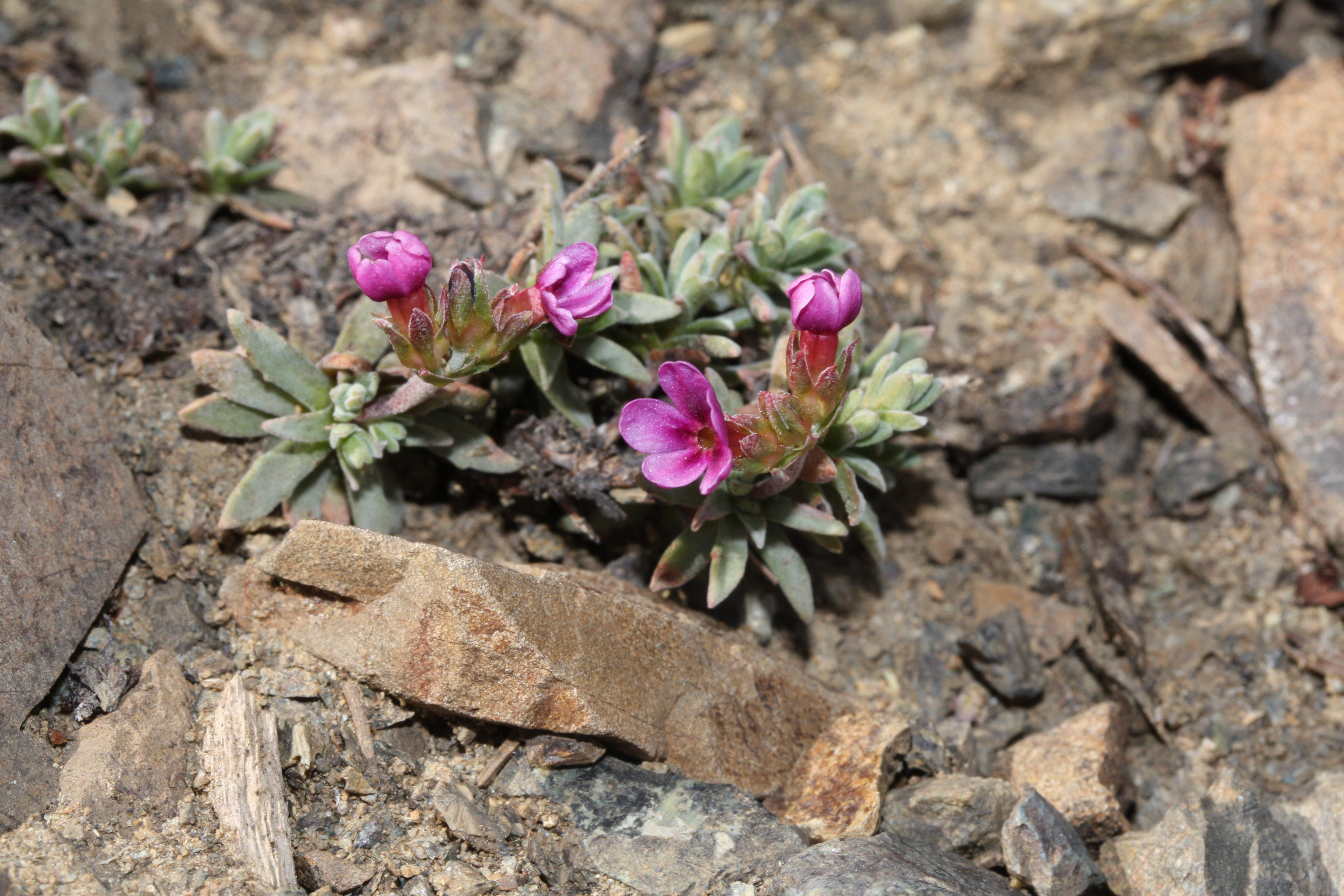
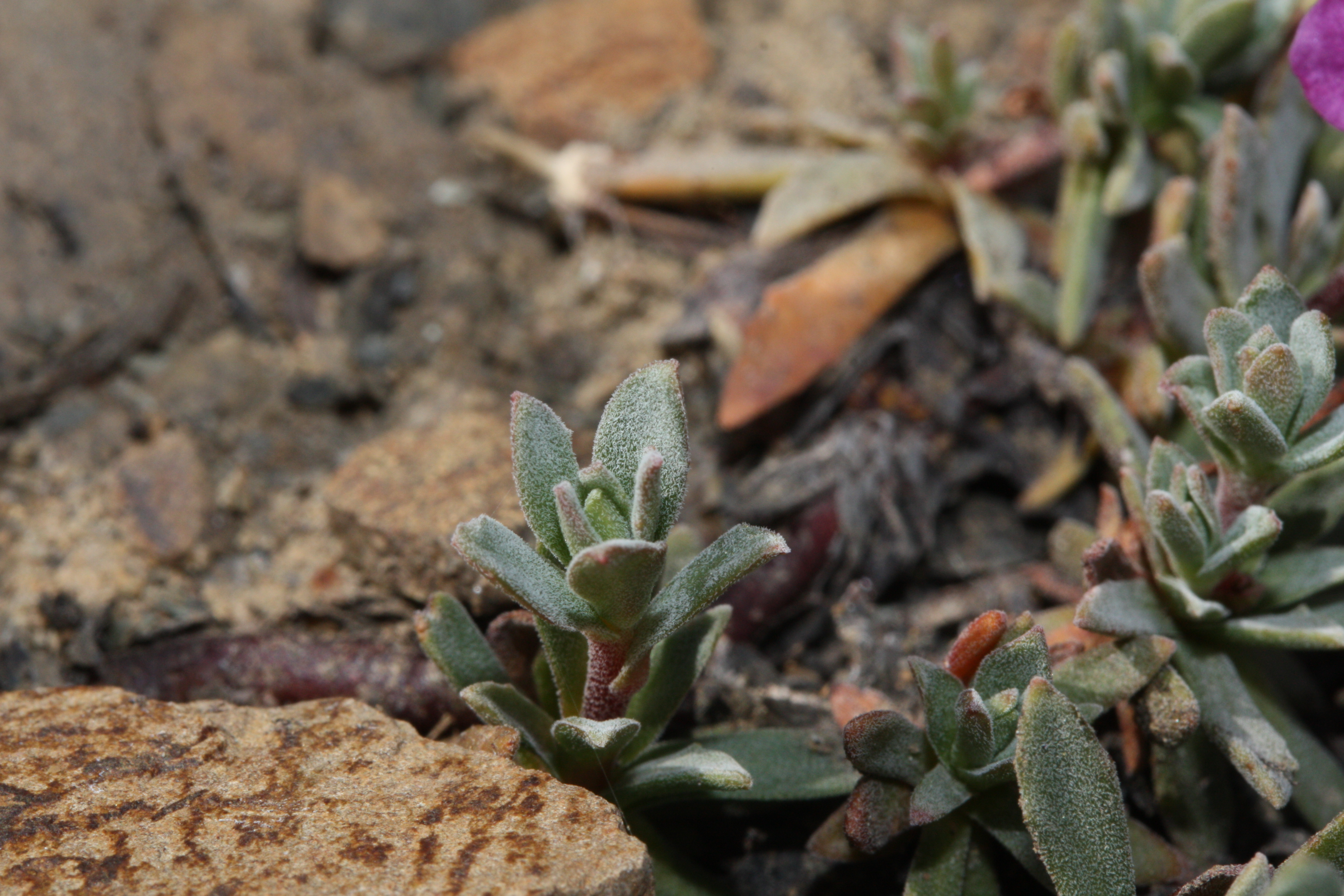
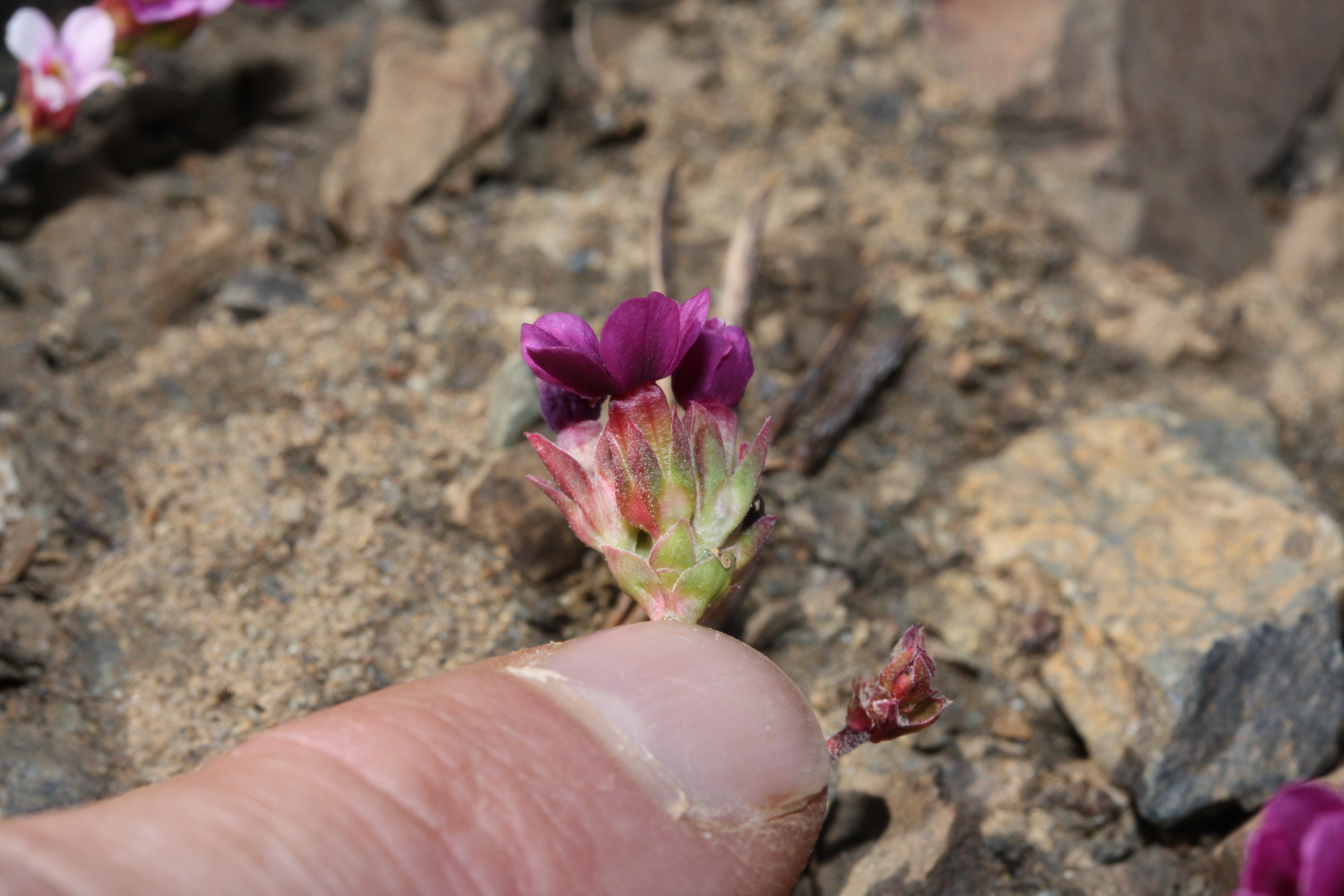